# John Duncan Fergusson
John Duncan Fergusson, né le 9 mars 1874 à Leith et mort le 30 janvier 1961 à Glasgow, est un peintre écossais considéré comme l'un des plus grands représentants des coloristes écossais.

## Biographie
Bien qu'il ait brièvement exercé comme chirurgien naval, John Duncan Fergusson réalisa rapidement que sa vocation était la peinture et il passa un certain temps à voyager en Espagne, au Maroc et en France pour développer sa connaissance artistique et son expérience.
Alors qu'il étudiait au Louvre à Paris, Fergusson a été marqué par les peintures impressionnistes de la salle Caillebotte et celles-ci eurent une influence importante sur son style alors en développement. Plus tard il sera aussi influencé par le fauvisme et les principes fauvistes dans l'utilisation de la peinture deviendront une forte composante de son art. André Dunoyer de Segonzac a écrit dans son introduction à l'exposition des œuvres de Ferguson en 1961 : « Son art est une expression profonde de son immense amour de la vie. Un sens plastique presque sculptural, une utilisation de couleurs, expressives, riches et aux substances splendides… ». Il croise ce dernier dans les années 1910-1912 quand ils enseignent tous deux à l'Académie de la Palette.
Au début du XXe siècle, Paris vivait une explosion de talents artistiques à laquelle Fergusson prit une grande part. Dans le cercle des artistes parisiens de l'époque, Fergusson côtoyait Matisse ou Picasso. Il fréquente également la colonie artistique d'Étaples.
Dans les années 1920, Fergusson avait son atelier à Londres. Sa première exposition personnelle eut lieu en 1923 et il participa également à plusieurs expositions collectives. En 1928, lui et sa compagne, la danseuse Margaret Morris, partirent vivre à Paris. L'imminence de la Seconde Guerre mondiale les incitèrent à déménager à Glasgow en 1939 où ils demeurèrent jusqu'à la fin de leur vie.
À l'aube de la Seconde Guerre mondiale, Fergusson était considéré comme à l'avant-garde[Par qui ?] de la peinture britannique moderne. Cependant, il produisit peu pendant la guerre et c'est seulement sur le tard qu'il retrouva le fil de sa création.
Fergusson a fondé le New Art Club[Quand ?] qui est à l'origine du New Scottish Group of painters dont il fut le premier président.

## Élèves
- Lawrence Atkinson